# Herentals
Herentals ist eine belgische Stadt in der Kempen in der Region Flandern am Ufer des Albertkanals mit 28.865 Einwohnern (Stand 1. Januar 2024). Sie besteht aus dem Hauptort und den Ortsteilen Morkhoven und Noorderwijk.
Turnhout liegt 18 Kilometer nordöstlich, Antwerpen 30 Kilometer westlich und Brüssel etwa 48 Kilometer südwestlich.

## Verkehr
Herentals hat drei Autobahnabfahrten an der A 13/E 313. Bei der Gemeinde befindet sich ein Regionalbahnhof an der Bahnstrecke Antwerpen-Lier-Herentals-Mol-Hasselt/Weert (Niederlande) (→ Eiserner Rhein).
Der Flughafen Brüssel-Zaventem (42 km südwestlich,) ist Belgiens größter Flughafen und der Flughafen Antwerpen ist der nächste Regionalflughafen.

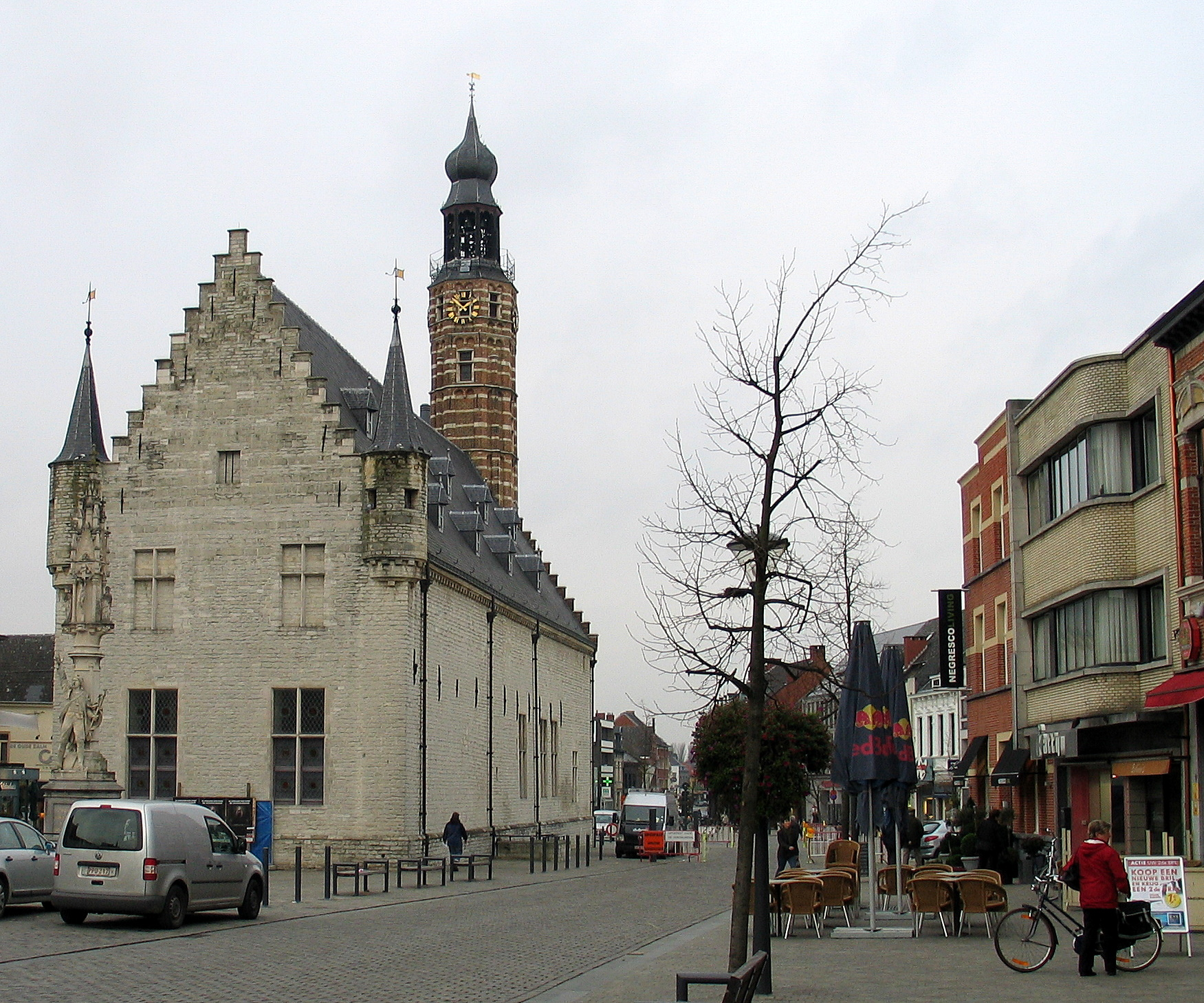
Gewandhaus und Belfried

## Sehenswürdigkeiten
- Das Rathaus wurde als Lakenhalle (Gewandhaus) um 1400 erbaut. Teil dieses Gebäudes ist der Belfried von 1590 mit einem Carillon, der zum UNESCO-Welterbe „Belfriede in Belgien und Frankreich“ gehört.
- Die ungewöhnlich reich ausgestattete Kirche St. Waltraud ist im Stil der Brabanter Gotik gestaltet.
- Der Beginenhof mit spätgotischer Kirche (um 1600), einem Torhaus von 1622 und Häusern aus dem 17. Jahrhundert wurde 1266 gegründet und beherbergte im 15. Jahrhundert etwa 300 Beginen. Er wurde im 16. Jahrhundert beim Bildersturm schwer beschädigt, später aber wieder aufgebaut.

## Städtepartnerschaften
Herentals ist Partnerschaften eingegangen mit
- Cosne-Cours-sur-Loire in Burgund (Frankreich)
- IJsselstein in der Provinz Utrecht (Niederlande)
- Alpen in Nordrhein-Westfalen (Deutschland)

## Politik

### Stadtrat
- Vooruit: 12
- Groen: 1
- Open VLD: 0
- CD&V: 3
- N-VA: 8
- VB: 4
- Sonst.: 1

Nach der Wahl wurde eine Koalition aus Vooruit und NVA eingegangen. Sie verfügen über 20 der 29 Sitze. Außerdem verfügen sie über eine 2/3 Mehrheit.
- Vooruit: 48
- Groen: 10
- Open VLD: 8
- CD&V: 35
- N-VA: 25
- VB: 17
- Sonst.: 2

## Söhne und Töchter der Stadt
- Peter Memmius (1531–1587), Rektor der Universität Rostock
- Frans Peeters (* 1956), Sportschütze
- Paul Herijgers (* 1962), Radrennfahrer
- Paul Coopmans (1962–2007), belgischer Ornithologe
- Peter Roes (* 1964), Radrennfahrer
- Johan Verstrepen (* 1967), Radrennfahrer
- Kurt Van De Wouwer (* 1971), Radrennfahrer
- Erwin Vervecken (* 1972), Radrennfahrer
- Bart van Loo (* 1973), Autor und Historiker
- Mario Aerts (* 1974), Radrennfahrer
- Geert Omloop (* 1974), Radrennfahrer
- Bart Wellens (* 1978), Radrennfahrer
- Roel Moors (* 1978), Basketballspieler und -trainer
- Ellen Van Loy (* 1980), Radrennfahrerin
- Hanna Mariën (* 1982), Sprinterin und Bobsportlerin
- Jurgen Van Den Broeck (* 1983), Radrennfahrer
- Gwendoline Horemans (* 1987), Volleyballspielerin
- Jimmy Janssens (* 1989), Radrennfahrer
- Kaat Hannes (* 1991), Radrennfahrerin
- Wout van Aert (* 1994), Radrennfahrer
- Daan Soete (* 1994), Radrennfahrer
- Lowie Cuylaerts (* 2000), Eishockeyspieler